# Strongylurus ceresioides
Strongylurus ceresioides är en skalbaggsart som beskrevs av Francis Polkinghorne Pascoe 1867. Strongylurus ceresioides ingår i släktet Strongylurus och familjen långhorningar. Inga underarter finns listade i Catalogue of Life.